# Эффект сверхуверенности
Эффект сверхуверенности (англ. overconfidence effect) — когнитивное искажение, при котором уверенность человека в своих действиях и решениях значительно выше, чем объективная точность этих суждений. Также выражается в льстивом представлении о себе. Является частным случаем эгоистической погрешности.

## Описание
Эффект сверхуверенности — одна из многих позитивных иллюзий человека. Это когнитивное искажение основывается именно на необъективной оценке своих действий и, как следствие, превозношении себя над окружающими.

Выделяется несколько моделей сверхуверенности:
- Сверхуверенность в относительных суждениях — переоценивать себя по сравнению с другими в знакомых областях и недооценивать в незнакомых[1].
- Сверхуверенность в оценке собственных способностей — так называемая абсолютная оценка эффективности. Заключается в том, что при оценке сложности поставленной задачи человеку свойственно переоценивать себя в сложных и умеренных задачах, однако при выполнении лёгких задач оценка будет соответствовать продуктивности проделываемой работы[2].

## Подходы

### Психометрический
И. Эрев предположил, что любое суждение об уверенности имеет три части: базовую, систематическую и «случайную ошибку». В рамках данного подхода даже правильная в основе оценка может стать искажённой из-за случайной ошибки.

### На основе вероятности ментальных моделей
П. Джуслин выделил два пути возникновения сверхуверенности на основе двух типов ошибок: ошибки внешней природы (ограничение в знаниях) и ошибки внутренней природы (ошибки переработки информации).
Два первых подхода рассматривают данный эффект как результат сбоя, однако есть целое направление изучения феномена как результата закономерного смещения оценок собственной деятельности под влиянием работы механизмов компенсации.

### «Средняя вероятная сложность»
Д. Греко и Р. Хогарт считают, что при выполнении задач человек предсказывает некую «среднюю сложность» поставленной задачи и сглаживает диссонанс, когда реальная сложность поставленной задачи не соответствует предположению.
Также имеется «экологическое» направление работ о сверхуверенности.

### Теория вероятности ментальных моделей (PMM)
Основывается на оценке подсказок, которые человек использует для решения задачи или ответа на вопрос, то есть чем выше оценивается подсказка, тем выше оценка проделанной работы. Согласно данной теории сверхуверенность не является когнитивной ошибкой.

## Способы оценки
Наиболее перспективным способом оценки и диагностики сверхуверенности на сегодняшний день называют анализ речевого поведения человека. Такой способ позволяет делать выводы исходя из нескольких аспектов: вербальный отчёт, невербальные паттерны. О том, что анализ речевого поведения несёт в себе значительный диагностический потенциал, свидетельствует многообразие подходов к изучению речевого поведения. Они основываются на учёте трёх параметров: формально-динамических характеристик речи, структурно-грамматических особенностей языка и содержательных компонентов текста. К формально-динамическим характеристикам речи относятся акустические параметры (высота основного тона, спектральные и темпоральные особенности), речевая динамика (скорость, ритм, паузация). При анализе структурно-грамматических особенностей оценивается словарный запас автора, синтаксические конструкции, частота употребления различных частей речи и их сочетаний. В рамках содержательного анализа речи (контент-анализ) сформировалось множество направлений, которые можно объединить в следующие группы:
1. Выявление особенностей индивидуального состояния человека по содержанию и формальным характеристикам речи.
2. Отражение многообразных феноменов, связанных с различными коммуникативными ситуациями.
3. Подход, при котором текст используется как средство для реконструкции напрямую не выраженных в нём содержаний психики и социального взаимодействия[9].

При анализе живого речевого поведения также учитываются невербальные свойства речи, которые, как правило, связаны с её вербальным смыслом, но вместе с тем обладают свойством функциональной независимости от вербальной. Исследования показали, что в речи человека хорошо различаются (как вербально, так и невербально) такие важные психологические черты личности, как чувство собственного достоинства и чувство превосходства. В речевом поведении каждой личности можно выделить некоторые константные признаки, которые обнаруживают себя в большинстве ситуаций общения и являются показателями личностных речевых стратегий, которые отражают эмоциональный настрой и особенности мировосприятия говорящего. Выбор конкретным говорящим специфических коммуникативных единиц, относящихся к оценкам-регулятивам, обнаруживает зависимость не только от сиюминутных речевых тактик, но и от личностных стратегий генерального характера.

## Эффект Лейк-Уобегон
Люди склонны переоценивать свои способности и качества в сравнении со способностями и качествами окружающих. Так, в одном из исследований 74,9 % опрошенных водителей утверждали, что они внимательнее среднего водителя. В другом исследовании лишь 2 % опрошенных старшеклассников заявили, что их лидерские способности ниже средних.
В англоязычной литературе этот эффект часто называют «эффектом Лейк-Уобегон» (Lake-Wobegon effect), в честь вымышленного одноимённого городка из популярной американской радиопередачи «A Prairie Home Companion». В этом городке, как утверждалось, «…все женщины — сильные, мужчины — красивые, а дети — талантливые».
Окончание этой фразы на английском — «all the children are above average», то есть, буквально, «все дети — со способностями выше средних». Это отсылка к популярной в США практике деления результатов тестов на категории below average (ниже среднего) — average (средние) — above average (выше среднего).

## Другие проявления сверхуверенности
Иллюзия превосходства
Одно из проявлений эффекта сверхуверенности заключается в тенденции переоценить свои возможности при исполнении задач. Этот подраздел сверхуверенности фокусируется на чрезмерной уверенности в своих способностях, производительности, контроле над ситуацией или переоценке шансов на успех. Это явление чаще всего возникает при осуществлении сложных задач, особенно когда человек не имеет должных знаний о выполняемой задаче.
Иллюзия контроля
Иллюзия контроля описывает тенденцию вести себя так, как будто субъект имеет контроль над ситуацией и объектом своих действий, однако это не является верным.
Переоценка в планировании
Описывает тенденцию людей переоценивать или недооценивать скорость их работы, скорость принятия решений, время достижения цели. Чаще проявляется при выполнении сложных задач и практически не проявляется или отсутствует при выполнении простых задач.
«Вопреки доказательствам»
«Выдавать желаемое за действительное» — так можно коротко описать данный вариант сверхуверенности, Заключается в том, что человек, прогнозируя исход ситуации, заведомо предполагает желаемый результат. Переоценивание результата встречается реже, чем недооценка. Это может быть связано с тем, что люди принимают позицию преуменьшения важности результатов в попытке уменьшить разочарование, которое следует из чрезмерно оптимистичных прогнозов.
Иллюзорное превосходство
Пожалуй, самый знаменитый из перечисленных эффект, проявляющийся в склонности преувеличивать свои достоинства и преуменьшать недостатки в сравнении с другими людьми. В рамках модели абсолютной эффективности принимает противоположное значение при выполнении простых задач.

## Культурные различия
Практически вся литература об эффекте сверхуверенности и его производных основывается на исследованиях, проведённых на участниках из Соединённых Штатов, однако такой подход крайне ограничен. Более поздние исследования показали, что рассматриваемый в данной статье феномен крайне зависит от культуры. Так, например, жители Восточной Азии склонны недооценивать себя, они считают, что это помогает им самосовершенствоваться и развиваться продуктивнее других культур.